# Discografia dei Supertramp
La seguente è una discografia comprensiva del gruppo musicale britannico Supertramp.

## Album

### Album in studio
| Anno                                                                                               | Titolo                                                                                   | Classifiche | Classifiche | Classifiche | Classifiche | Classifiche | Classifiche | Classifiche | Classifiche | Classifiche | Classifiche | Classifiche | Classifiche | Classifiche | Certificazioni                                                                                         |
| Anno                                                                                               | Titolo                                                                                   | UK          | AUS         | AUT         | CAN         | FRA         | GER         | ITA         | NLD         | NOR         | NZ          | SWE         | SWI         | US          | Certificazioni                                                                                         |
| -------------------------------------------------------------------------------------------------- | ---------------------------------------------------------------------------------------- | ----------- | ----------- | ----------- | ----------- | ----------- | ----------- | ----------- | ----------- | ----------- | ----------- | ----------- | ----------- | ----------- | --- |
| 1970                                                                                               | Supertramp - Pubblicazione: 14 luglio 1970 - Etichetta: A&M Records                      | —           | —           | —           | —           | —           | —           | —           | —           | —           | —           | —           | —           | 158         | - CAN: Oro                                                                                             |
| 1971                                                                                               | Indelibly Stamped - Pubblicazione: 25 giugno 1971 - Etichetta: A&M Records               | —           | 53          | —           | —           | —           | —           | —           | —           | —           | —           | —           | —           | —           | - CAN: Oro - FRA: Oro                                                                                  |
| 1974                                                                                               | Crime of the Century - Pubblicazione: 13 settembre 1974 - Etichetta: A&M Records         | 4           | 15          | —           | 4           | 19          | 5           | —           | 25          | —           | 12          | —           | 17          | 38          | - CAN: Diamante - FRA: Platino - GER: Oro - SWI: Oro - UK: Oro - US: Oro                               |
| 1975                                                                                               | Crisis? What Crisis? - Pubblicazione: 14 settembre 1975 - Etichetta: A&M Records         | 20          | 20          | —           | 12          | —           | —           | —           | 11          | 10          | 6           | 16          | 13          | 44          | - CAN: Platino - FRA: Oro - GER: Oro                                                                   |
| 1977                                                                                               | Even in the Quietest Moments... - Pubblicazione: 10 aprile 1977 - Etichetta: A&M Records | 12          | 5           | —           | 1           | 4           | 14          | —           | 1           | 3           | 2           | 5           | 4           | 16          | - CAN: Platino - FRA: Platino - GER: Oro - SWI: Platino - UK: Argento - US: Oro                        |
| 1979                                                                                               | Breakfast in America - Pubblicazione: 29 marzo 1979 - Etichetta: A&M Records             | 3           | 1           | 1           | 1           | 1           | 1           | 3           | 1           | 1           | 1           | 2           | 1           | 1           | - CAN: Diamante - FRA: Platino - GER: Platino - NLD: Platino - SWI: Oro - UK: Platino - US: 4× Platino |
| 1982                                                                                               | ...Famous Last Words... - Pubblicazione: 7 ottobre 1982 - Etichetta: A&M Records         | 6           | 1           | 4           | 1           | 1           | 1           | 5           | 1           | 2           | 5           | 5           | 1           | 5           | - CAN: Platino - FRA: Platino - GER: Platino - NLD: Oro - UK: Oro - US: Oro                            |
| 1985                                                                                               | Brother Where You Bound - Pubblicazione: 14 maggio 1985 - Etichetta: A&M Records         | 20          | 22          | 13          | 11          | 3           | 4           | 19          | 4           | 6           | 17          | 7           | 2           | 21          | - CAN: Platino - FRA: Oro - GER: Oro                                                                   |
| 1987                                                                                               | Free as a Bird - Pubblicazione: 13 ottobre 1987 - Etichetta: A&M Records                 | 93          | 30          | —           | 34          | 24          | 23          | —           | 32          | —           | —           | 28          | 14          | 101         | - CAN: Oro - FRA: Oro - SWI: Oro                                                                       |
| 1997                                                                                               | Some Things Never Change - Pubblicazione: 24 marzo 1997 - Etichetta: EMI                 | 74          | —           | 5           | 44          | 2           | 3           | 18          | 12          | 19          | —           | —           | 2           | —           | - FRA: 2× Oro - GER: Oro - SWI: Platino                                                                |
| 2002                                                                                               | Slow Motion - Pubblicazione: 23 aprile 2002 - Etichetta: EMI                             | —           | —           | 18          | —           | 8           | 17          | 46          | 83          | —           | —           | —           | 6           | —           | - FRA: Oro - SWI: Oro                                                                                  |
| "—" indica una pubblicazione che non si è classificata o che non è stata pubblicata in quel Paese. |                                                                                          |             |             |             |             |             |             |             |             |             |             |             |             |             | |

### Album dal vivo
| Anno                                                                                               | Titolo                                                                          | Classifiche | Classifiche | Classifiche | Classifiche | Classifiche | Classifiche | Classifiche | Classifiche | Classifiche | Classifiche | Classifiche | Classifiche | Classifiche | Certificazioni                                           |
| Anno                                                                                               | Titolo                                                                          | UK          | AUS         | AUT         | CAN         | FRA         | GER         | ITA         | NLD         | NOR         | NZ          | SWE         | SWI         | US          | Certificazioni                                           |
| -------------------------------------------------------------------------------------------------- | ------------------------------------------------------------------------------- | ----------- | ----------- | ----------- | ----------- | ----------- | ----------- | ----------- | ----------- | ----------- | ----------- | ----------- | ----------- | ----------- | -------------------------------------------------------- |
| 1980                                                                                               | Paris - Pubblicazione: settembre 1980 - Etichetta: A&M Records                  | 7           | 3           | 7           | 3           | 9           | 5           | 18          | 2           | 6           | 1           | 12          | 1           | 8           | - CAN: Platino - FRA: Oro - GER: Oro - UK: Oro - US: Oro |
| 1983                                                                                               | Live Berlin - Pubblicazione: 1983 - Etichetta: A&M Records                      | —           | —           | —           | —           | —           | —           | —           | —           | —           | —           | —           | —           | —           |                                                          |
| 1988                                                                                               | Live '88 - Pubblicazione: ottobre 1988 - Etichetta: A&M Records                 | —           | —           | —           | —           | —           | 50          | —           | —           | —           | —           | —           | —           | —           |                                                          |
| 1999                                                                                               | It Was the Best of Times - Pubblicazione: aprile 1999 - Etichetta: EMI          | 91          | —           | 42          | —           | 3           | 29          | —           | 21          | 19          | —           | —           | 12          | —           | - FRA: Oro                                               |
| 2001                                                                                               | Is Everybody Listening? - Pubblicazione: novembre 2001 - Etichetta: A&M Records | —           | —           | —           | —           | —           | —           | —           | —           | —           | —           | —           | —           | —           |                                                          |
| 2010                                                                                               | 70-10 Tour - Pubblicazione: 2010 - Etichetta: Simfy Live                        | —           | —           | —           | —           | —           | —           | —           | —           | —           | —           | —           | —           | —           |                                                          |
| "—" indica una pubblicazione che non si è classificata o che non è stata pubblicata in quel Paese. |                                                                                 |             |             |             |             |             |             |             |             |             |             |             |             |             |                                                          |

### Raccolte
| Anno                                                                                               | Titolo                                                                                              | Classifiche | Classifiche | Classifiche | Classifiche | Classifiche | Classifiche | Classifiche | Classifiche | Classifiche | Classifiche | Classifiche | Classifiche | Classifiche | Certificazioni                                                                         |
| Anno                                                                                               | Titolo                                                                                              | UK          | AUS         | AUT         | CAN         | FRA         | GER         | ITA         | NLD         | NOR         | NZ          | SWE         | SWI         | US          | Certificazioni                                                                         |
| -------------------------------------------------------------------------------------------------- | --------------------------------------------------------------------------------------------------- | ----------- | ----------- | ----------- | ----------- | ----------- | ----------- | ----------- | ----------- | ----------- | ----------- | ----------- | ----------- | ----------- | -------------------------------------------------------------------------------------- |
| 1986                                                                                               | The Autobiography of Supertramp - Pubblicazione: 6 luglio 1986 - Etichetta: A&M Records             | 9           | —           | —           | 12          | —           | 45          | —           | 61          | —           | 7           | —           | —           | —           | - SWI: Oro - UK: Platino - US: Platino                                                 |
| 1990                                                                                               | The Very Best of Supertramp - Pubblicazione: 3 giugno 1990 - Etichetta: A&M Records                 | 8           | 37          | 27          | 17          | 1           | 6           | 6           | 1           | 5           | 1           | 5           | 7           | —           | - AUT: Oro - CAN: 2× Platino - FRA: Platino - GER: Oro - SWI: 2× Platino - UK: Platino |
| 1992                                                                                               | The Very Best of Supertramp 2 - Pubblicazione: 28 novembre 1992 - Etichetta: A&M Records            | —           | —           | —           | —           | 7           | 63          | —           | 67          | 48          | —           | 14          | 27          | —           | - CAN: Oro - FRA: Oro                                                                  |
| 2005                                                                                               | Retrospectacle - The Supertramp Anthology - Pubblicazione: 18 ottobre 2005 - Etichetta: A&M Records | 9           | —           | 33          | —           | 10          | 47          | 65          | 22          | 6           | —           | 3           | 11          | —           | - UK: 2× Platino                                                                       |
| "—" indica una pubblicazione che non si è classificata o che non è stata pubblicata in quel Paese. | |             |             |             |             |             |             |             |             |             |             |             |             |             |                                                                                        |

## Singoli
| Anno                                                                                               | Singolo                       | Classifiche | Classifiche | Classifiche | Classifiche | Classifiche | Classifiche | Classifiche | Classifiche | Classifiche | Classifiche | Classifiche | Classifiche | Classifiche | Certificazioni                      | Album di provenienza            |
| Anno                                                                                               | Singolo                       | UK          | AUS         | AUT         | BEL         | CAN         | GER         | IRL         | NLD         | NOR         | NZ          | SWI         | US          | US Rock     | Certificazioni                      | Album di provenienza            |
| -------------------------------------------------------------------------------------------------- | ----------------------------- | ----------- | ----------- | ----------- | ----------- | ----------- | ----------- | ----------- | ----------- | ----------- | ----------- | ----------- | ----------- | ----------- | ----------------------------------- | ------------------------------- |
| 1971                                                                                               | Forever                       | —           | —           | —           | —           | —           | —           | —           | —           | —           | —           | —           | —           | —           |                                     | Indelibly Stamped               |
| 1974                                                                                               | Land Ho                       | —           | —           | —           | —           | —           | —           | —           | —           | —           | —           | —           | —           | —           |                                     |                                 |
| 1974                                                                                               | Dreamer                       | 13          | 47          | —           | —           | 75          | —           | —           | —           | —           | 34          | —           | —           | —           |                                     | Crime of the Century            |
| 1974                                                                                               | Bloody Well Right             | —           | —           | —           | —           | 49          | —           | —           | —           | —           | —           | —           | 35          | —           |                                     | Crime of the Century            |
| 1975                                                                                               | Lady                          | —           | —           | —           | —           | —           | —           | 15          | —           | —           | —           | —           | —           | —           |                                     | Crisis? What Crisis?            |
| 1976                                                                                               | Ain't Nobody But Me           | —           | —           | —           | —           | 64          | —           | —           | —           | —           | —           | —           | —           | —           |                                     | Crisis? What Crisis?            |
| 1977                                                                                               | Give a Little Bit             | 29          | 43          | —           | 12          | 8           | 29          | —           | 2           | 9           | 14          | —           | 15          | —           | - UK: Argento                       | Even in the Quietest Moments... |
| 1977                                                                                               | Babaji                        | —           | —           | —           | —           | —           | —           | —           | —           | —           | —           | —           | —           | —           |                                     | Even in the Quietest Moments... |
| 1978                                                                                               | From Now On                   | —           | —           | —           | —           | —           | —           | —           | —           | —           | —           | —           | —           | —           |                                     | Even in the Quietest Moments... |
| 1979                                                                                               | The Logical Song              | 7           | 16          | 14          | 19          | 1           | 12          | 6           | 13          | —           | 13          | —           | 6           | —           | - CAN: Platino - FRA: Oro - UK: Oro | Breakfast in America            |
| 1979                                                                                               | Breakfast in America          | 9           | —           | 16          | 18          | —           | 23          | 6           | 14          | —           | —           | —           | 62          | —           | - UK: Argento                       | Breakfast in America            |
| 1979                                                                                               | Goodbye Stranger              | 57          | —           | —           | —           | 6           | —           | —           | 41          | —           | 40          | —           | 15          | —           | - CAN: Oro                          | Breakfast in America            |
| 1979                                                                                               | Take the Long Way Home        | —           | —           | —           | —           | 4           | —           | —           | —           | —           | —           | —           | 10          | —           |                                     | Breakfast in America            |
| 1980                                                                                               | Dreamer (live)                | —           | 39          | —           | —           | 1           | —           | —           | 31          | —           | —           | —           | 15          | —           |                                     | Paris                           |
| 1980                                                                                               | Breakfast in America (live)   | —           | —           | —           | —           | —           | —           | —           | —           | —           | —           | —           | 62          | —           |                                     | Paris                           |
| 1980                                                                                               | Take the Long Way Home (live) | —           | —           | —           | —           | —           | 53          | —           | 32          | —           | —           | —           | —           | —           |                                     | Paris                           |
| 1982                                                                                               | It's Raining Again            | 26          | 11          | 7           | 6           | 4           | 3           | 16          | 6           | 6           | 19          | 2           | 11          | 7           | - CAN: Oro                          | ...Famous Last Words...         |
| 1982                                                                                               | Don't Leave Me Now            | —           | —           | —           | —           | —           | —           | —           | —           | —           | —           | —           | —           | 32          |                                     | ...Famous Last Words...         |
| 1982                                                                                               | Crazy                         | —           | —           | —           | —           | —           | —           | —           | —           | —           | —           | —           | —           | 10          |                                     | ...Famous Last Words...         |
| 1983                                                                                               | My Kind of Lady               | —           | —           | —           | —           | —           | 74          | —           | —           | —           | —           | —           | 31          | —           |                                     | ...Famous Last Words...         |
| 1985                                                                                               | Still in Love                 | —           | —           | —           | —           | —           | —           | —           | —           | —           | —           | —           | —           | —           |                                     | Brother Where You Bound         |
| 1985                                                                                               | Cannonball                    | —           | 63          | —           | —           | 24          | 60          | —           | 39          | —           | 50          | 25          | 28          | 4           |                                     | Brother Where You Bound         |
| 1985                                                                                               | Better Days                   | —           | —           | —           | —           | —           | —           | —           | —           | —           | —           | —           | —           | —           |                                     | Brother Where You Bound         |
| 1987                                                                                               | I'm Beggin' You               | —           | 70          | —           | —           | 73          | —           | —           | —           | —           | —           | —           | —           | —           |                                     | Free as a Bird                  |
| 1988                                                                                               | Free as a Bird                | 95          | —           | —           | —           | —           | —           | —           | 95          | —           | —           | —           | —           | —           |                                     | Free as a Bird                  |
| 1989                                                                                               | School                        | —           | —           | —           | —           | —           | —           | —           | 27          | —           | —           | —           | —           | —           |                                     | Crime of the Century            |
| 1992                                                                                               | Give a Little Bit (reissue)   | —           | —           | —           | —           | —           | —           | —           | —           | —           | —           | —           | —           | —           |                                     | The Very Best of Supertramp     |
| 1997                                                                                               | You Win, I Lose               | —           | —           | 40          | —           | 38          | 63          | —           | —           | —           | —           | —           | —           | —           |                                     | Some Things Never Change        |
| 1997                                                                                               | Listen to Me, Please          | —           | —           | —           | —           | —           | —           | —           | —           | —           | —           | —           | —           | —           |                                     | Some Things Never Change        |
| 2002                                                                                               | Slow Motion                   | —           | —           | —           | —           | —           | —           | —           | —           | —           | —           | —           | —           | —           |                                     | Slow Motion                     |
| "—" indica una pubblicazione che non si è classificata o che non è stata pubblicata in quel Paese. |                               |             |             |             |             |             |             |             |             |             |             |             |             |             |                                     |                                 |

## Videografia

### Album video
| Anno | Titolo |
| ---- | --- |
| 1990 | The Story So Far... - Pubblicazione: 1990 (VHS), 2002 (DVD) - Etichetta: A&M Records - Formati: DVD, VHS      |
| 2012 | Live In Paris '79 - Pubblicazione: 27 agosto 2012 - Etichetta: Eagle Rock Productions - Formati: DVD, Blu-ray |

### Video musicali
| Anno | Titolo               | Regista             |
| ---- | -------------------- | ------------------- |
| 1979 | The Logical Song     | Bruce Gowers        |
| 1979 | Breakfast in America | Bruce Gowers        |
| 1979 | Goodbye Stranger     | Bruce Gowers        |
| 1982 | It's Raining Again   | Russell Mulcahy     |
| 1983 | My Kind of Lady      | Kenny Ortega        |
| 1985 | Cannonball           |                     |
| 1986 | Better Days          | Steve Barron        |
| 1987 | I'm Beggin' You      | Zbigniew Rybczyński |
| 1988 | Free as a Bird       |                     |
| 1997 | You Win, I Lose      | David Hogan         |